# Ololygon arduoa
Ololygon arduoa (Synonym: Scinax arduous) ist ein neotropischer Frosch aus der Familie der Laubfrösche. Innerhalb der Gattung Scinax, zu der die Art früher gezählt wurde, war sie in die Scinax-catharinae-Klade gestellt worden. Es wurde diskutiert, welchen Umfang diese Klade haben soll und ob sie eine eigene Gattung darstellt, für die der Name Ololygon verfügbar wäre. Im Jahr 2023 wurde nach ausführlichen molekulargenetischen und  morphologischen Untersuchungen die Gattung Ololygon wiedererrichtet.

## Beschreibung
Die Männchen dieses sehr kleinen Knickzehenlaubfrosches besitzen eine Kopf-Rumpf-Länge (KRL) von etwa 20 Millimetern, die Weibchen von etwa 25 Millimetern. Peixoto beschrieb im Jahr 2002 die Art anhand eines 19,5 mm langen adulten Männchens und eines 26,2 mm langen adulten Weibchens. Der Kopf macht bei dieser Art 36 % der KRL aus. Die Dorsalfärbung variiert von hellbraun bis hellgrau. An den Flanken hat der Laubfrosch je einen dunklen Streifen. Die Kaulquappen besitzen, aus dorsaler Sicht, einen ovale Form. Die Augen sitzen dorsolateral. Die genau Erstbeschreibung der Art inklusive Kaulquappen mehrerer Gosner-Stufen findet sich unter. Die Art kommt sympatrisch mit dem sehr ähnlichen Scinax v-signatus vor, von dem sie sich u. a. durch einen robusteren Körperbau, einen größeren Kopf und eine weniger warzige Haut unterscheidet.

## Verbreitung und Lebensraum
Diese in Brasilien endemische Art ist bisher nur von Santa Teresa in Espírito Santo aus 700 m über dem Meeresspiegel bekannt.
Die Art lebt und reproduziert sich vermutlich in Bromelien in feuchten tropischen Wäldern.

## Gefährdung
Die IUCN listet Ololygon arduoa als Data Deficient, weil der Frosch erst 2002 neu beschrieben wurde und noch sehr wenig über ihn bekannt ist. Bisher sind erst zwei Individuen bekannt und daher können noch keine Aussagen über die Gesamtpopulationsgröße getroffen werden. Die Bearbeiter vermuten aber, dass der Populationstrend rückläufig und die Art potentiell gefährdet ist, da sein Lebensraum durch expandierende Landwirtschaft, Siedlungen und Monokulturen sowie durch das Sammeln von Bromelien gefährdet ist. Zudem kommt die Art in keinem Schutzgebiet vor.